# 已知最古老的生命

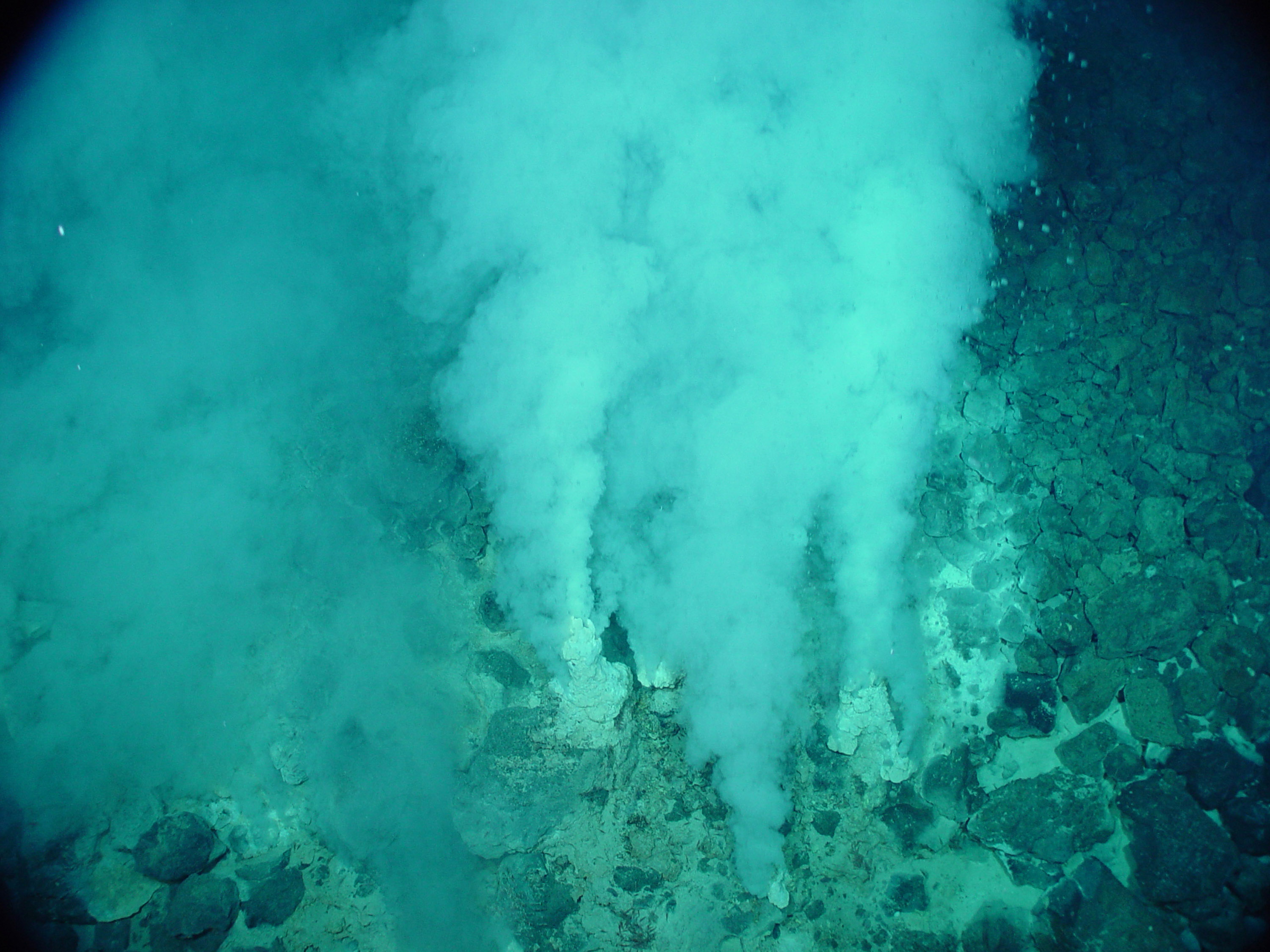
目前已发现的最早期生命是在海底热泉沉积物之中发现的

目前已知最古老的生命是澳大利亚附近海域的海底热泉沉积物中发现的大约34.2亿年前的微生物化石，不过有的学者对此并不认可，认为这些在海底热泉沉积物中发现的东西并不是微生物化石。
科学界的一些理论认为生命最早应起源于37.7亿年前。也有学者认为生命应起源于42.8亿年前，即距今大约44.1亿年前海洋形成后数亿年间生命就出现了。

## 胚种论
一些理论认为地球上最早的生命来自外太空。虽然目前没有直接证据支持这种理论，不过发表于2018年的一项研究在一颗距今大约45亿年前落到地球的陨石上发现了水和有机物。

## 遗传学上的证据
对现在尚存的细菌以及古菌基因组进行分析并构建系统发育树能找出一个“最后共同祖先”（LUCA），以及细菌与古菌之间共有的一些基因。据分子钟理论的计算，一些研究表明最后共同祖先大约出现于距今44.77到45.19亿年前，因为最后共同祖先一定是从最早期的生命进化来的，所以按照这一理论生命的出现应该至少不晚于至今44.77到45.19亿年前。